# Pseudopanurgus solidaginis
Pseudopanurgus solidaginis är en biart som först beskrevs av Robertson 1893.  Pseudopanurgus solidaginis ingår i släktet Pseudopanurgus och familjen grävbin. Inga underarter finns listade i Catalogue of Life.